# Når vi døde vågner

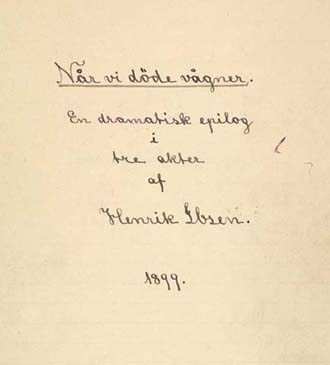
Titelsidan till originalmanuskriptet av Når vi døde vågner.

Når vi døde vågner (svenska: När vi döda vaknar) är ett drama av Henrik Ibsen, utgivet 1899. Pjäsen var Ibsens sista, och hade urpremiär på Königliches Hoftheater i Stuttgart den 26 januari 1900. Den har ett konstnärstema och diskuterar frågor kring relationen mellan liv och konst som var viktiga för Ibsen i slutet av hans författarskap.

## Handling
Arnold Rubek är en åldrande skulptör som har kommit hem till Norge på sommarsemester efter att ha bott många år utomlands. Han reser med sin fru Maja, som är flera år yngre. De har varit gifta i fem år, och äktenskapet verkar inte vara lycklig. Han räddade Maja från svåra hemförhållanden och tog henne till ett hus vid Taunitzer See där de har bott i lugn avskildhet och välstånd, men utan att ha något att säga varandra. Nu sitter de i parken vid ett norskt badhotell och planerar en resa längs kusten.
En flyktig bekantskap till Rubek, godsägare Ulfheim, stannar till på hotellet på väg att jaga björn i fjällen. Den burduse och manlige björn- och kvinnojägaren tar Maja med storm, och har snart övertalat henne att följa med honom till fjällen för att jaga björn. Samtidigt har Rubek konstaterat att en mystisk kvinna som han observerat i parken om natten är den Irene som han lämnade för många år sedan. Irene stod modell för det stora arbetet Uppståndelsens dag som en gång gjorde honom världsberömd. Rubek stora misstag i livet var att han lät Irene gå, trots att han visste att hon var villig att dela allt med honom. Irene är nu en lidande psykiatrisk patient som refererar till sig själv som död, och som åtföljs av en svartklädd diakonissa. Irenes liv förlorade sin mening när Rubek lämnade henne; hon fortsatte att klä av sig för män, men nu i stället på nattklubbens scener. Hon har lyckats göra män galna – hennes förste man sköt sig – men hon har själv tagit skada och har varit tvångsinlagd på mentalsjukhus.
I mötet med Irene måste också Rubek erkänna att det har gått utför; sedan de skildes åt har han mist kreativiteten, och i stället för stora idéverk har han gjort byster av kända personer och folk med pengar. För att försöka återupprätta det som de har förlorat avtalar även de om att ge sig upp i fjällen.
Den andra och tredje akten utspelar sig i närheten av ett sanatorium på högfjället. Maja har gett sig upp på högfjället med Ulfheim, som både fascinerar och skrämmer henne. Vid ett tillfälle avslöjar han också andra aspekter av sig själva än den faun och kvinnoerövrare hon tror att han är. Det visar sig att han har blivit bedragen av en kvinna, och det sveket har gjort honom bitter och fått honom att spela rollen av en hänsynslös förförare och jägare. Nu ser han i Maja en annan sårad person, någon han kan dela sitt liv med på en realistisk grund. De två är på väg ner från fjället medan dimman stiger, och möter Rubek och Irene på väg upp. Ulfheim varnar dem för att det innebär en säker död att gå upp på berget nu; det enda som kan rädda dem är om de tar sin tillflykt i jaktstugan och väntar på räddning.
För Rubek och Irene kommer det inte på tal att söka någon form av skydd. Deras sista desperata försök att återfinna kärleken och vakna upp från de döda leder dem rakt till toppen. En lavin utlöses och begraver dem tillsammans.

## Uppsättningshistorik
Det första offentliga framträdandet av Når vi døde vågner var en uppläsning på Theatre Royal i Haymarket i London den 16 december 1899. Wenn wir Todten erwachen uruppfördes vid Königliches Hoftheater i Stuttgart den 26 januari 1900. Två dagar senare hade Det Kongelige Teater i Köpenhamn premiär av Naar vi døde vaagner, och den 29 januari spelades När vi döda vakna på Svenska Teatern i Helsingfors. Stycket spelades för första gången i Norge på Nationaltheatret den 6 februari i regi av Bjørn Bjørnson, med Egil Eide som Arnold Rubek, Johanne Dybwad som Maja och Ragna Wettergreen som Irene.